# Pevnost Bahla
Pevnost Bahla (arabsky قلعة بهلاء‎), též Hisn Tamah, je pevnost poblíž stejnojmenného města Bahla v Ománu. Leží na západním okraji Al-Hadžaru, jihozápadně od Maskatu. Jedná se o kulturní památku, zařazenou na 11. zasedání v roce 1987 v Paříži na seznam světového dědictví UNESCO, v letech 1988 až 2004 navíc i na seznamu světového dědictví v ohrožení.

## Historie
Pevnost Bahla byla postavena během 13. a 14. století. V roce 1406, za vlády imáma Machzúma Íbn al-Falláha, se stalo město Bahla hlavním městem a centrem moci dynastie Nabháníů. V roce 1610 byla dobyta a následně zbořena, a tak je v současné době zříceninou.
Hliněná hradba pevnosti dosahuje délky 10 kilometrů, na dvou stěnách byla hradba nahrazena moderní silnicí. Do zdí jsou vyřezány ornamenty. Na kraji opevnění stojí dvě mešity, obě poměrně poškozené. V zimních měsících Hadžar sužovaly těžké lijavce, a tak si pevnost z hlíny vynucovala pravidelné opravy, které skončily v 19. století, kdy Omán přišel o své kolonie[zdroj?], a tedy i bohatství. V posledních letech se vláda pokouší o zachování této památky.

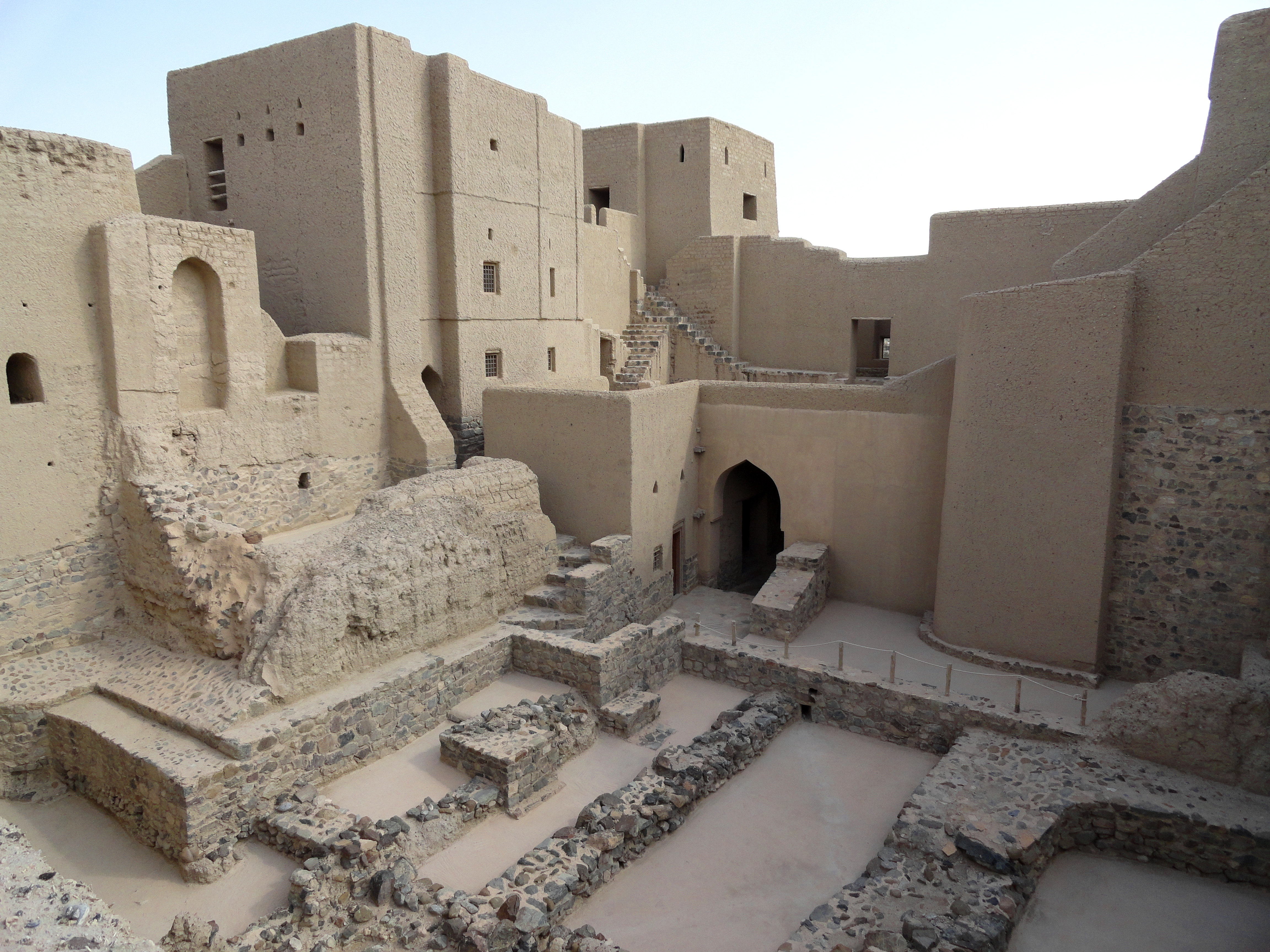
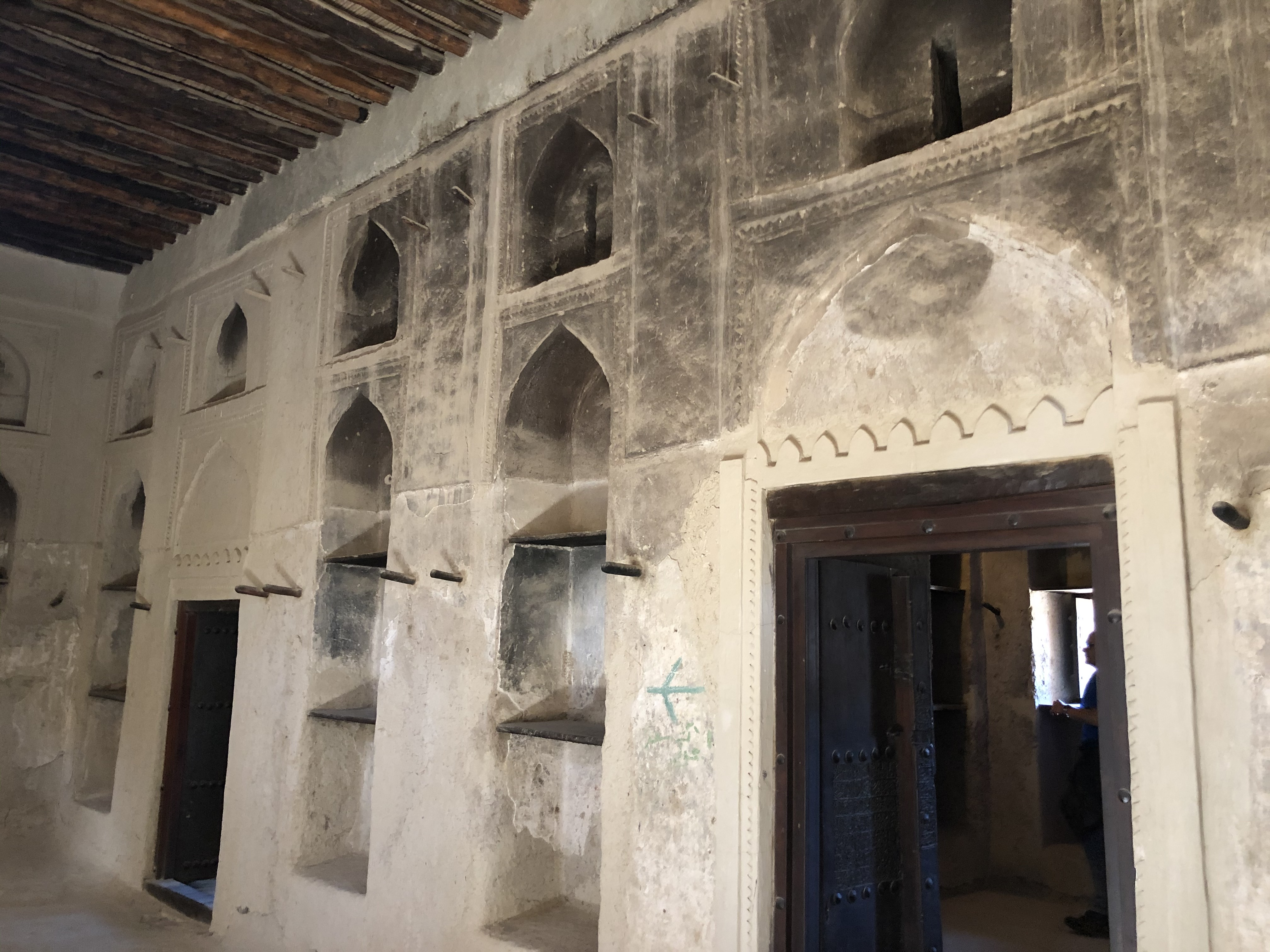
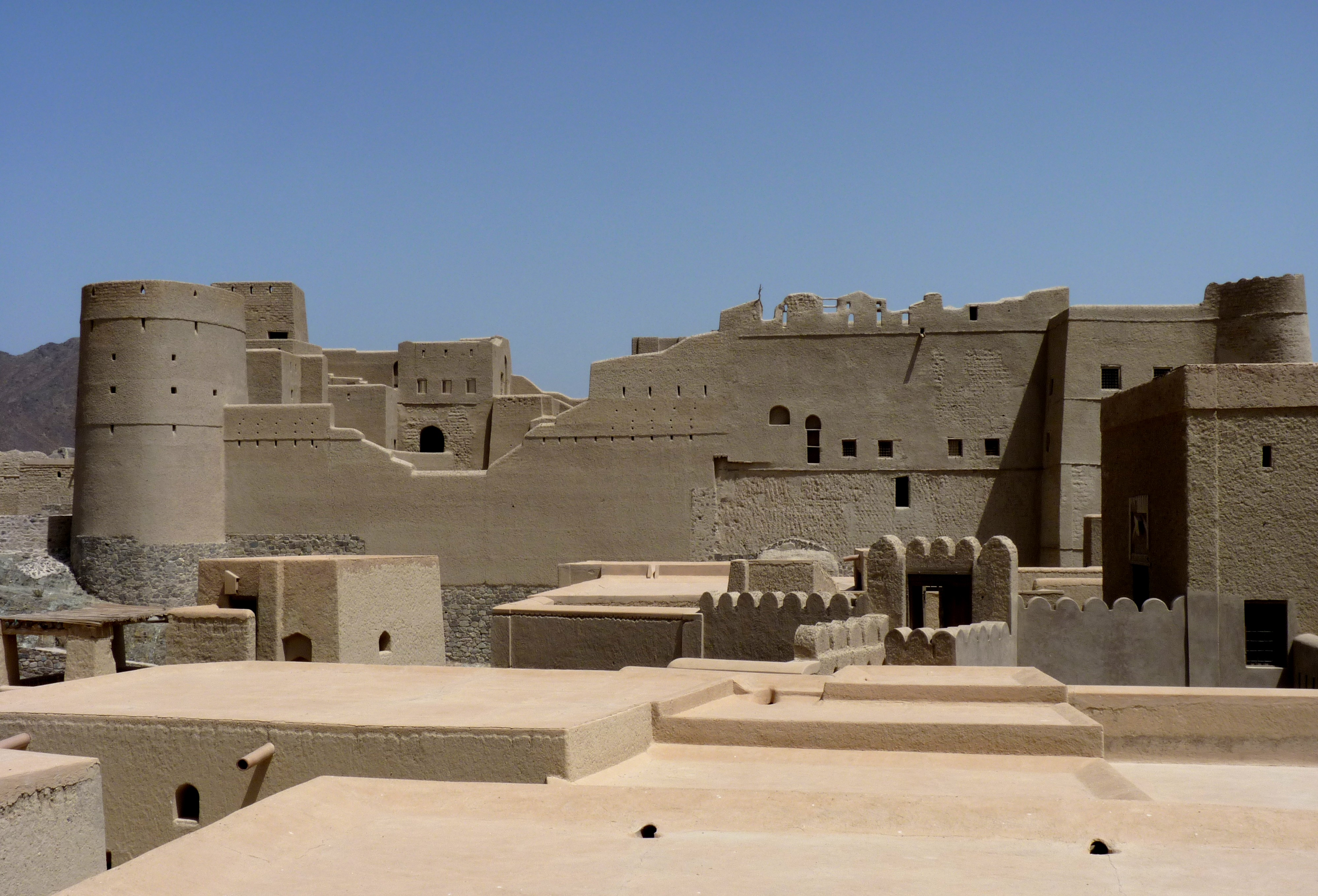
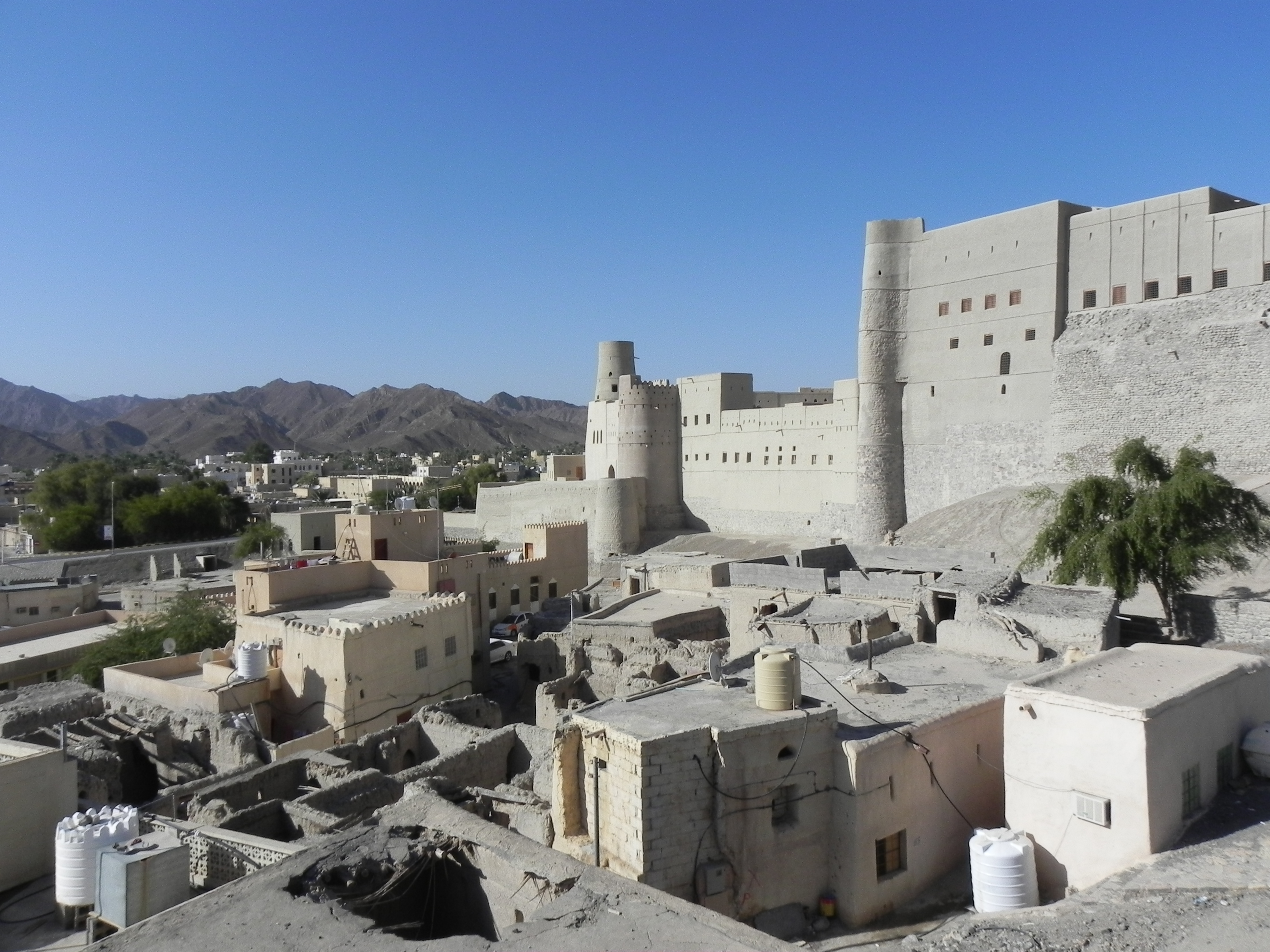